# I Can't Help It (If I'm Still in Love with You)
〈I Can't Help It (If I'm Still in Love with You)〉는 MGM 레코드에서 발매된 행크 윌리엄스의 노래다. 1951년 《빌보드》 컨트리 싱글 차트에서 2위에 등재되었다.
콜린 에스콧 저서 《행크 윌리엄스: 더 바이오그래피》를 보면, 피들러 제리 리버는 행크가 세단으로 순회공연 중에 작곡했으며, 행크가 오프닝 가사 "오늘 거리에서 당신을 지나쳤소(Today I passed you on the street)"를 발상했을 시에 다음에 올 가사를 스틸 기타리스트 돈 헬름에게 촉탁하자 "그리고 당신의 썩은 발 내음을 맡았소(And I smelled your rotten feet)"라고 대응했다고 시종 주장하고 있다. 1951년 3월 16일 테네시주 내슈빌의 캐슬 스튜디오에서 녹음, MGM 카날로그 10961호로 발행되었다. 세션에서 반주를 맡은 이들은 행크 전속 밴드 드리프팅 카우보이 구성원들로 리버, 헬름, 전기 기타에 새미 프루엣, 리듬 기타에 잭 쇼크, 베이스에 어니 뉴튼 혹은 하워드 와츠, 피아노에 오웬 브래들리 혹은 프레드 로즈가 참여했다. 〈Howlin' at the Moon〉의 B면에 취입되었지만 간결한 어휘 및 강렬한 가창으로 말미암아 빌보드 컨트리 싱글 차트에서 2위로 비약했다.
1952년 4월 23일 《케이트 스미스 이브닝 아워》에서 아니타 카터와 합창했다. 녹화된 소수의 윌리엄스의 공연 영상 가운데 하나다.